# Abierto Mexicano Pegaso 2002
Abierto Mexicano Pegaso 2002 — тенісний турнір, що проходив на відкритих кортах з ґрунтовим покриттям Fairmont Acapulco Princess в Акапулько (Мексика). Належав до серії International Gold в рамках Туру ATP 2002, а також серії Tier III в рамках Туру WTA 2002. Тривав з 25 лютого до 3 березня 2002 року.

## Фінальна частина

### Одиночний розряд, чоловіки
Карлос Моя —  Фернандо Мелігені 7–6(7–4), 7–6(7–4)
- Для Мойї це був 1-й титул за рік і 8-й - за кар'єру.

### Одиночний розряд, жінки
Катарина Среботнік —  Паола Суарес 6–7(1–7), 6–4, 6–2
- Для Среботнік це був єдиний титул за сезон і 2-й - за кар'єру.

### Парний розряд, чоловіки
Боб Браян /  Майк Браян —  Мартін Дамм /  Давід Рікл 6–1, 3–6, [10–2]
- Для Боба Браяна це був 1-й титул за рік і 5-й - за кар'єру. Для Майка Браяна це був 1-й титул за рік і 5-й - за кар'єру.

### Парний розряд, жінки
Вірхінія Руано Паскуаль /  Паола Суарес —  Тіна Кріжан /  Катарина Среботнік 7–5, 6–1
- Для Руано Паскуаль це був 2-й титул за сезон і 15-й — за кар'єру. Для Суарес це був 2-й титул за сезон і 22-й - за кар'єру.